# Kaffa (Sprache)
Kaffa (auch Kafa, Kefa, Kaficho; Selbstbezeichnung kəfa) ist die Sprache der Kaffa, die im südlichen Äthiopien leben. Es gehört zur Gonga-Gruppe (auch Kefoid) des nördlichen Zweiges der omotischen Sprachen, einem Primärzweig der afroasiatischen Sprachfamilie. Es ist besonders mit dem Bosha und dem Mocha/Shekacho nah verwandt.

## Phonologie
Wie für afroasiatische Sprachen typisch, verfügt das Kaffa über stimmlose, stimmhafte und glottalisierte Konsonanten; alle nicht-glottalen Konsonanten können auch geminiert auftreten. Es gibt zehn Vokalphoneme (/i/, /e/, [a]~[ə], /o/, /u/), die sowohl lang als auch kurz vorkommen können. Diphthonge sind selten. Ton und Akzent scheinen stark mit der Vokalquantität in Verbindung zu stehen, genauere Erkenntnisse fehlen allerdings bislang.

## Morphologie
Die Personalpronomina unterscheiden die Numeri Singular und Plural; die Genera Maskulinum und Femininum werden nur in der 3. Person Singular getrennt. Die Deklination erfolgt durch verschiedene Suffixe.
Substantive markieren das Maskulinum mit -o/-a und das Femininum mit -e; zur Pluralbildung dienen das Suffix -inao/-enao und Reduplikation (nato – natito „Jahr(e)“). Kasus werden durch – oft fakultative – Suffixe markiert, Beispiele hierfür sind Nominativ  -i, Akkusativ -n, Genitiv -e/-i, Dativ -c, Lokativ -ne, Instrumental -na, Allativ -wan.
Das Verbalsystem wird hier im Wesentlichen nach Cerulli 1951, der ausführlichsten Beschreibung, dargestellt; Daten aus anderen Publikationen weichen erheblich ab. Das Verb besitzt die Modi Jussiv/Imperativ, Indikativ („lange Konjugation“), Indikativ („kurze Konjugation“), Konzessiv und eine relative Konjugation; zusätzlich weist das Verb eine eigene negative Konjugation auf. Dabei werden jeweils die Tempora Perfekt und Imperfekt gebildet, die sich meist durch unterschiedliche Sätze von Personalendungen unterscheiden, in der „langen“ Konjugation des Indikativs werden das Perfekt mit -t-, -∅-, das Imperfekt mit -m-, -h- und das negierte Verb mit -ac- markiert; die Negation der relativen Konjugation erfolgt durch -an. Im Gegensatz zu anderen omotischen Sprachen besitzt das Kaffa kein eigenes Konjugationssystem für Fragesätze. Es lassen sich auch verschiedene deverbale Nomina wie der Infinitiv auf -e sowie Verben wie Kausative auf -s/-c (úwe „trinken“ – úse/úje „zu trinken geben“) bilden.

## Syntax
Die Wortstellung scheint im Allgemeinen SOV zu sein:
| bi              | ta  | šittito | ne                   |
| er              | ich | hasst   | emphatische Partikel |
| „er hasst mich“ |     |         |                      |

Die Kopula ist in affirmativen Sätzen ne, negiert tone und in negierten Relativsätzen tono.